# Санта Мария Маджоре (Италия)
 Тази статия е за селото в Северна Италия.  За базиликата в Рим вижте Санта Мария Маджоре.  
Санта Марѝя Маджо̀ре (на италиански: Santa Maria Maggiore, на местен диалект: Santa Maria, Санта Мария) е село и община в Северна Италия, провинция Вербано-Кузио-Осола, регион Пиемонт. Разположено е на 816 m надморска височина. Населението на общината е 1271 души (към 2010 г.).